# Biomaterial
Biomaterial é uma substância ou uma mistura de substâncias, natural ou artificial, que atua nos sistemas biológicos (tecidos, órgãos) parcial ou totalmente, com o objetivo de substituir, aumentar ou tratar.
Alguns exemplos de biomateriais são próteses, implantes, lentes de contato e marcapassos. Repare-se que a presença de biomateriais é imprescindível para a fabricação destes mesmos utensílios. Note-se que um biomaterial é diferente de um material biológico, como o osso, que é produzido por um sistema biológico. Além disso, o cuidado deve ser exercido na definição de um biomaterial como biocompatível, uma vez que é específico da aplicação. Um biomaterial que seja biocompatível ou adequado para um aplicativo pode não ser biocompatível em outro.

## Aplicações
Ciências como a nanotecnologia, engenharia de materiais e engenharia de tecidos têm vindo a desenvolver em conjunto importantes avanços no ramo dos biomateriais. Todo o processo de fabricação engloba várias etapas importantes: desde a seleção de material, onde existe uma vasta gama de opção, tendo em conta que podem ser utilizados metais ou ligas metálicas, materiais cerâmicos, compósitos, tecidos ou malhas de poliéster e polímeros de natureza variada; análise de quantidades (onde a medição e cotagem é fundamental); possíveis reações no organismo (onde se requer uma cuidada análise química, fisiológica e mecânica da relação biomaterial-organismo); etapas estas onde o papel das ciências referidas anteriormente tem uma importância crucial. É então fundamental um processo, todo ele meticuloso, para que o resultado seja o esperado e consequentemente para que o consumidor fique satisfeito. No entanto tudo isto implica grandes gastos econômicos, o que faz dos países mais desenvolvidos os únicos capazes de investir e consequentemente onde existe uma maior taxa de usufruto.

## Setores
Segundo dados estatísticos obtidos pela ANVISA , encontra-se neste momento em circulação cerca de 300.000 produtos na área da saúde de origem biomaterial. Os setores mais privilegiados nesta área são:
1. cardiologia, com cerca de 56 a 80% dos gastos, em equipamentos e utensílios como cardioversores, cardiodesfibrilhadores, marcapasso, cateteres, próteses endovasculares e válvulas cardíacas;
2. ortopedia, com gastos a volta dos 20 a 36% em próteses de quadril, joelho e ombro, implantes de coluna, parafusos bioabsorviveis, cimentos ortopédicos e implantes neurológicos; a terapia renal com equipamentos de hemodiálise;
3. oftalmologia em lentes intraoculares; otorrinolaringologia com próteses auditivas;

Nos últimos anos tem se dado um crescimento considerável nas aplicações músculo-esquetal, isto é no estudo de materiais bioativos que favorecem e facilitam o crescimento de osso e/ou cartilagens em áreas lesadas.